# تشيستنوتريج (ميزوري)
تشيستنوتريج (بالإنجليزية: Chestnutridge)‏ هي إحدى المجتمعات الفردية (غير مصنفة) في ولاية ميزوري في الولايات المتحدة الأمريكية.